# Улица Братьев Касимовых (Казань)
Улица Братьев Касимовых (тат. Бертуган Касыймовлар урамы) — улица в Приволжском районе Казани, первая по времени возникновения в крупном жилом районе Горки.

## Название
Улица названа в 1970 году в честь двух братьев Касимовых — Галиуллы Сонгатулловича (1893—1942) и Самигуллы Сонгатулловича (1897—1968) — участников Гражданской войны, советских государственных и партийных деятелей.
Инициативу назвать улицу в честь них выдвинул Совет ветеранов Великой Октябрьской социалистической революции и гражданской войны при Государственном музее Татарской АССР; она была поддержана и утверждена решением Казанского горисполкома от 9 июня 1970 года № 448.

## Территориальное расположение
Улица Братьев Касимовых находится в северной части жилого района Горки. Она пролегает в направлении с запада на восток: начинается от улицы Карбышева, пересекает улицы Хусаина Мавлютова, Рихарда Зорге, а на заключительном отрезке поворачивает в юго-восточном направлении и соединяется с проспектом Победы. 
Улица Братьев Касимовых служит северной границей 1-го, 2-го и 6-го микрорайонов Горок. Кроме того, по её восточному участку — от улицы Рихарда Зорге до проспекта Победы — с 2015 года проходит административная граница между Приволжским и Советским районами Казани. 
Длина улицы составляет 2,43 км.

## История
Улица Братьев Касимовых стала формироваться в начале 1970-х годов в период строительства крупного жилого района Горки. На протяжении 1970-х годов застраивалась только южная её сторона, в то время как с северной стороны к ней примыкали пустыри и Горкинский лес. 
Первыми на улице Братьев Касимовых были возведены пятиэтажные панельные «хрущёвки» серии 1-467, девятиэтажные панельные дома, а также школы, в том числе первая на Горках по времени возникновения (1971) средняя школа (ныне — гимназия) № 40 (ул. Братьев Касимовых, 12). Позже на территории 1-го и 2-го микрорайонов были построены девятиэтажные кирпичные здания общежитий. В результате к осени 1977 года южная сторона улицы была в основном застроена.
Застройка северной стороны улицы Братьев Касимовых осуществлялась лишь частично с конца 1970-х годов. На месте бывшего пустыря возникла лесопарковая зона. На углу улиц Братьев Касимовых и Хусаина Мавлютова было построено здание Профессионально-технического училища (ПТУ) № 54, где осуществлялась подготовка специалистов в сфере дорожного строительства. В 2013 году это учебное заведение было закрыто, а его помещения подверглись реконструкции и были переданы Международной школе Казани, открытой в 2014 году. На углу улиц Братьев Касимовых и Рихарда Зорге в 2018—2021 годах компанией «СМУ—88» был построен жилой комплекс «Привилегия» (первоначальное проектное название — жилой комплекс «Горкинский лес») высотой в 25 этажей (ул. Братьев Касимовых, 35).  
- Вид на западный участок улицы Братьев Касимовых
- Девятиэтажный жилой дом в 1-м микрорайоне Горок: ул. Братьев Касимовых, 6А
- Гимназия № 40: ул. Братьев Касимовых, 12 — самая первая по времени возникновения (1971) школа в жилом районе Горки
- Пятиэтажные «хрущёвки» в 1-м микрорайоне Горок: ул. Братьев Касимовых, 16, 18
- Панельная десятиэтажка: ул. Братьев Касимовых, 21

Улица Братьев Касимовых получила определённую известность в 2016 году в рамках проекта «Автопробег «Москва — Омск» телеканала «Россия 24» по оценке качества российских дорог. Побывавшие в Казани московские журналисты поставили высокую оценку состоянию дорог в столице Татарстана, но улица Братьев Касимовых оказалась одним из немногих исключений — её проезжая часть была испещрена ямами и колдобинами. Более критичными в отношении состояния казанских дорог оказались журналисты местной интернет-газеты «Реальное время», которые также уделили большое внимание улице на Горках. Тем не менее, после показа видеосюжета о казанских дорогах на телеканале «Россия 24» дорожное покрытие на улице Братьев Касимовых в 2017 году было отремонтировано, что и подтвердили активисты татарстанского отделения Общероссийского народного фронта (ОНФ).
| Многоэтажная жилая застройка с адресацией по улице Братьев Касимовых | Многоэтажная жилая застройка с адресацией по улице Братьев Касимовых | Многоэтажная жилая застройка с адресацией по улице Братьев Касимовых | Многоэтажная жилая застройка с адресацией по улице Братьев Касимовых |
| Номер дома                                                           | Принадлежность к микрорайону (жилому комплексу)                      | Год завершения строительства                                         | Количество этажей                                                    |
| -------------------------------------------------------------------- | -------------------------------------------------------------------- | -------------------------------------------------------------------- | -------------------------------------------------------------------- |
| 6                                                                    | Горки—1, микрорайон 1                                                | 1979                                                                 | 9                                                                    |
| 6А                                                                   | Горки—1, микрорайон 1                                                | 2002                                                                 | 9                                                                    |
| 8                                                                    | Горки—1, микрорайон 1                                                | 1970                                                                 | 5                                                                    |
| 10                                                                   | Горки—1, микрорайон 1                                                | 1970                                                                 | 5                                                                    |
| 16                                                                   | Горки—1, микрорайон 1                                                | 1971                                                                 | 5                                                                    |
| 18                                                                   | Горки—1, микрорайон 1                                                | 1971                                                                 | 5                                                                    |
| 21                                                                   | —                                                                    | 2004                                                                 | 9                                                                    |
| 22/7                                                                 | Горки—1, микрорайон 2                                                | 1979                                                                 | 9                                                                    |
| 24                                                                   | Горки—1, микрорайон 2                                                | 1971                                                                 | 5                                                                    |
| 28                                                                   | Горки—1, микрорайон 2                                                | 1973                                                                 | 9                                                                    |
| 30                                                                   | Горки—1, микрорайон 2                                                | 1971                                                                 | 5                                                                    |
| 32                                                                   | Горки—1, микрорайон 2                                                | 1971                                                                 | 5                                                                    |
| 34                                                                   | Горки—1, микрорайон 2                                                | 1971                                                                 | 5                                                                    |
| 35                                                                   | Жилой комплекс «Привилегия»                                          | 2021                                                                 | 25                                                                   |
| 36                                                                   | Горки—1, микрорайон 2                                                | 1973                                                                 | 9                                                                    |
| 38                                                                   | Горки—1, микрорайон 6                                                | 1985                                                                 | 9                                                                    |
| 40                                                                   | Горки—1, микрорайон 6                                                | 1974                                                                 | 9                                                                    |
| 40А                                                                  | Горки—1, микрорайон 6                                                | 2000                                                                 | 10                                                                   |
| 42                                                                   | Горки—1, микрорайон 6                                                | 1975                                                                 | 9                                                                    |
| 44                                                                   | Горки—1, микрорайон 6                                                | 1973                                                                 | 5                                                                    |
| 46                                                                   | Горки—1, микрорайон 6                                                | 1972                                                                 | 5                                                                    |
| 48                                                                   | Горки—1, микрорайон 6                                                | 1973                                                                 | 5                                                                    |
| 50                                                                   | Горки—1, микрорайон 6                                                | 1972                                                                 | 5                                                                    |
| 54                                                                   | Горки—1, микрорайон 6                                                | 2007                                                                 | 10                                                                   |
| 56                                                                   | Горки—1, микрорайон 6                                                | 1975                                                                 | 9                                                                    |
| 60                                                                   | Горки—1, микрорайон 6                                                | 1979                                                                 | 5                                                                    |
| 62                                                                   | Горки—1, микрорайон 6                                                | 1973                                                                 | 5                                                                    |
| 64                                                                   | Горки—1, микрорайон 6                                                | 1973                                                                 | 5                                                                    |
| 66                                                                   | Горки—1, микрорайон 6                                                | 1972                                                                 | 5                                                                    |
| 70                                                                   | Горки—1, микрорайон 6                                                | 1975                                                                 | 9                                                                    |
| 74                                                                   | Горки—1, микрорайон 6                                                | 1973                                                                 | 5                                                                    |
| 76                                                                   | Горки—1, микрорайон 6                                                | 1973                                                                 | 5                                                                    |
| 78                                                                   | Горки—1, микрорайон 6                                                | 1973                                                                 | 5                                                                    |
| 80                                                                   | Горки—1, микрорайон 6                                                | 1974                                                                 | 5                                                                    |
| 82                                                                   | Горки—1, микрорайон 6                                                | 1974                                                                 | 9                                                                    |
| 82А                                                                  | Горки—1, микрорайон 6                                                | 2010                                                                 | 16                                                                   |
| 84                                                                   | Горки—1, микрорайон 6                                                | 1974                                                                 | 5                                                                    |
| 86                                                                   | Горки—1, микрорайон 6                                                | 1973                                                                 | 5                                                                    |
| 88                                                                   | Горки—1, микрорайон 6                                                | 1974                                                                 | 5                                                                    |

## Транспорт
Городской общественный транспорт использует только центральный участок улицы Братьев Касимовых — между улицами Хусаина Мавлютова и Рихарда Зорге. Здесь ходят автобусы 22, 55 и 77 маршрутов.

## Объекты, расположенные на улице
На улице Братьев Касимовых расположены следующие значимые объекты (перечислены в направлении с запада на восток):
- Гимназия № 40 (ул. Братьев Касимовых, 12);
- Школа № 10 (ул. Братьев Касимовых, 14);
- Международная школа Казани (ул. Хусаина Мавлютова, 5);
- Центр занятости населения Приволжского района г. Казани (ул. Братьев Касимовых, 22/7);
- Детский сад № 342 (ул. Братьев Касимовых, 26А);
- Жилой комплекс «Привилегия» (ул. Братьев Касимовых, 35);
- Детский сад № 382 (ул. Братьев Касимовых, 70А);
- Лицей № 83 — Центр Образования (ул. Братьев Касимовых, 68);
- Парк «Горкинско-Ометьевский лес».

- Автозаправочная станция «Shell»: ул. Братьев Касимовых, 41А
- Здание обанкротившегося в 2017 году Анкорбанка: ул. Братьев Касимовых, 47
- Пятиэтажная «хрущёвка» в 6-м микрорайоне Горок: ул. Братьев Касимовых, 46
- Девятиэтажный жилой дом в 6-м микрорайоне Горок: ул. Братьев Касимовых, 56
- 16-этажный жилой дом в 6-м микрорайоне Горок: ул. Братьев Касимовых, 82А